# Sergio Dipp
Sergio Alejandro Dipp Walther (Mexicali, Baja California, México; 23 de julio de 1988) es un periodista deportivo mexicano. Inició en los medios de comunicación en 2009, en La Afición y Multimedios Deportes. Desde 2013, es conductor y comentarista en la cadena ESPN.

## Vida personal
Sergio vivió 18 años en Mexicali, donde nació, creció y estudió hasta la preparatoria. En el año 2006, se mudó a Monterrey, Nuevo León, para estudiar Ciencias de la Comunicación becado en el Tecnológico de Monterrey, Campus Monterrey. 

### Becado
Entre otros deportes, Sergio jugó al fútbol americano con los Zorros del CETYS Campus Mexicali, hasta que le ofrecieron una beca para estudiar Comunicación y jugar al fútbol americano con los Borregos Salvajes. Jugó tres años con el Tec de Monterrey. Cuando empezó a trabajar, renunció a la beca.

## Carrera

### Inicios
Inició su carrera profesional en los medios de comunicación, debutando en abril de 2009 en la sección deportiva de "La Afición" en Milenio Televisión, mientras cursaba el 5º semestre de su licenciatura.
Al mismo tiempo, en Multimedios Deportes, realizó coberturas internacionales en Super Bowls de la NFL, Juegos de Estrellas de la NBA, partidos de la selección mexicana de fútbol y la edición de los Juegos Olímpicos de Londres 2012.

### ESPN
En el año 2013, habiéndose graduado del Tecnológico de Monterrey como Licenciado en Ciencias de la Comunicación, se unió a las filas de ESPN, en la Ciudad de México, como el conductor más joven en la prestigiosa cadena de medios deportivos, formando parte del noticiero SportsCenter.
En el inicio de la temporada 2017 de la NFL, estuvo como reportero en campo en el segundo juego de lunes por la noche entre los Cargadores de San Diego y los Broncos de Denver. Un nervioso Dipp no supo qué decir durante una actualización del entrenador Vance Joseph y terminó con la línea (traducida), "Está teniendo el momento de su VIDA". Después de eso, se volvió tendencia en redes sociales con innumerables memes y ESPN ya no lo puso al aire durante el juego, pero condujo una entrevista después del juego con Trevor Siemian.
Posteriormente se fue incorporando a programas como Fútbol Picante, Toque Inicial y NFL Live.
También es incluido de manera emergente en el programa estelar de "Los Capitanes". 
Principalmente, Sergio se enfoca en fútbol y fútbol americano.

## Televisión
Programas
| Inicio | Programa              | Horario                            | Canales                      |
| ------ | --------------------- | ---------------------------------- | ---------------------------- |
| 2013   | SportsCenter          | Lunes a domingo (varias emisiones) | ESPN (Latinoamérica), ESPN 2 |
| 2014   | Toque Inicial         | Lunes a viernes: 8:00 a 10:00 hrs  | ESPN (Latinoamérica),        |
| 2014   | Fútbol Picante        | Lunes a viernes: 13:00 a 14:00 hrs | ESPN 2                       |
| 2014   | Los Capitanes de ESPN | Lunes a viernes: 14:00 a 15:00 hrs | ESPN 2                       |
| 2015   | NFL Live              | Lunes a viernes: 17:00 a 18:00 hrs | ESPN 2                       |

- Horarios del centro de México